# Юстин (философ)
Вижте пояснителната страница за други личности с името Юстин.
Свети Юстин Философ, известен също като Юстин Мъченик (на латински: Justinus, на гръцки: Justinos; * 100; † 165 в Рим) е раннохристиянски мъченик, църковен учител-апологет и философ. Чества се като светец и патрон на философите на 1 юни.
Често е бъркан с Марк Юниан Юстин, римски историк от 3 век, благодарение на когото се е запазило част от творчеството на Помпей Трог.

## Биография
Роден е в град Мабарта (днешен Наблус, в Палестина), който след разрушаването му от Веспасиан се казва Флавиа Неаполис. Баща му се казва Приск, а фамилията му е езическа и доста заможна. 
Става християнин вероятно в Ефес. Заселва се в Рим, където отваря философско училище. Има различия с философа-киник Кресцентий (Crescentius), който го обвинява и публично съди заради неговото учение. По времето на император Марк Аврелий Юстин заедно с други шестима християни е арестуван, осъден и екзекутиран.

## Творечество
Юстин е един от най-ранните тълкуватели на учението за Логоса, което в съгласие с началото на Евангелието от Йоан гледа на Иисус Христос като на въплъщение на божественото Слово. От множеството му произведения са запазени само 3: 
- „Диалог с евреина Трифон“ (лат.: Dialogus cum Tryphone Judaeo) от 155-160 г.
- два Диалога, апологии, вероятно отправени към император Антонин Пий (138-161).